# Aston Martin DB7 Zagato
Az Aston Martin DB7 Zagato egy limitált kiadású sportkupé-sorozat az Aston Martin DB7-ből, melyet a Zagato cég alakított át. Az autó a Paris Motor Show-n mutatkozott be 2002 októberében, és még a kiállítás ideje alatt el is kelt mind a 100 legyártott darab. (Valójában csak 99 példányt adtak el – darabját negyedmillió dollárért; egy autó az Aston Martin házi múzeumába került.)
Az alap DB7-hez hasonlóan a Zagato-modell is a 6 literes V12-es motort kapta, melyhez 6 sebességes manuális váltót kapcsoltak. Az autó végsebessége 299 km/h, 0-ról 60 mérföldes sebességre 4,9 alatt gyorsul.

## Története
Közel tizenöt év után a brit Aston Martin ismét feleleveníti régi kapcsolatát az olasz Zagato karosszériaépítő-műhellyel, hogy a DB7 alapjaira egy kézzel összeszerelt különleges sportkocsit alkossanak. Amellett, hogy a Zagato kiadás több lóerőt vonultat fel a szériában kapható DB7 Vantage verziónál, átdolgozott utasteret, sportfelfüggesztést, masszívabb fékeket, és egy teljesen új, kétüléses alumínium kupékarosszériát kapott.
A két cég közti együttműködést a 2002. márciusi Genfi Autószalonon jelentették be. Első alkalommal 1961-ben dolgoztak együtt, mikor 19 darab készült a GB4GT Zagato modellből, majd 1987-ben, mikor bemutatták a V8 Zagato Coupé és Volante kabrió típusokat. Most a DB7 Zagato megalkotásával éled újjá a korábbi kapcsolat.
A DB7 a legsikeresebb modell az Aston Martin márka 88 éves történetében, így nem csoda, hogy ezt a sportkocsit választották az újdonság alapjául. A modell számos változtatáson ment keresztül, hogy igazi exkluzív, kézzel szerelt sportautó váljon belőle, felélesztve az Aston Martin régi hagyományait.
A prototípus elkészültével a márka képviselői a világ autószalonjait járják, hogy felkeltsék a potenciális vásárlók érdeklődését. Dr. Ulrich Bez, az Aston Martin vezetője szerint már eddig is nagy érdeklődést kapott az autó, így ha döntenek a gyártás beindításáról, akkor 75 és 99 darab közötti mennyiség készülne. Száznál több semmiképpen sem, hogy megőrizzék a DB7 Zagato exkluzivitását.
Az eddigi formaterveiért már elismert Andrea Zagato és csapata a klasszikus DB4GT stílusjegyeit próbálta modern, elegáns formába önteni. Erre utal a hosszú motorháztető, rövid hátsó rész és a híres dupla buborék formájú tető. A nagyméretű hűtőmaszk és az élekkel kiemelt hátsó kerékjárati ív egyértelműen Zagato stílusát tükrözik, míg az apró részletek, mint például a tolató- és ködlámpa művészien megformált egysége az Aston munkatársainak ízlését tükrözi.
A nyitott tetős DB7 Vantage Volante megrövidített tengelytávjára épülő alumínium karosszéria 60 kg-mal könnyebb az alapmodellnél. Az eredeti kerekeket a Zagato által tervezett, szélesebb nyomtávot biztosító 18 colos könnyűfém kerekekre cserélték. Mind a négy kerékre blokkolásgátlóval kombinált hűtött tárcsafék került, de a felfüggesztést is a megnövekedett menetteljesítményhez hangolták.
Az alapmodellben is megtalálható 6 literes, 48 szelepes V12-es könnyűfém erőforrás került a DB7 Zagato orrába, melyet azonban néhány módosításának és a kisebb saját tömegnek köszönhetően dinamikusabbnak érezni. A rövid áttételű, hatfokozatú kézi sebességváltót is átvették a DB7-esből. Igaz, a készítők nem tesztelték a járóképes prototípust menet közben, vagy versenypályán, de az előzetes adatok alapján kissé magasabb végsebességre és jobb gyorsulásra számíthatunk.
Végül, akár a többi Aston Martin esetében, a vevő saját ízléséhez igazíthatja megrendelt autóját. Háromféle karosszériaszín (ezüst, zöld, fekete) közül válogathatunk, a kézzel varrt utastér kárpitozás pedig sötét csokoládé-színben pompázik majd a Zagato kiadásban.
Ha elegendő érdeklődést mutatnak majd a DB7 Zagato iránt, akkor az Aston Martin 2003 első negyedében kezdi a modell sorozatgyártását. Az alumínium karosszériák Itáliában készülnek, míg a végső összeszerelés brit földön, az Aston Martin hazájában folyik majd.